# Абду-р-Рахман аль-Гафики
Абу Са‘и́д ‘Абду-р-Рахма́н ибн ‘Абдулла́х аль-Га́фики (араб. أبو سعيد عبد الرحمن بن عبد الله الغافقي‎; вторая половина VII века — 732, около Пуатье, Франкское королевство) — арабский военачальник и государственный деятель, вали провинции Аль-Андалус Омейядского халифата (721—722 и 730—732).

## Биография
В 721 году Абду-р-Рахман впервые выступил в роли полководца против герцога Эда Великого, когда после поражения арабов под Тулузой собрал около Нарбонны бежавшие войска и двинул их обратно в Аквитанию. В течение нескольких последующих лет он успешно распространял свою власть над этой страной и достигнул берегов реки Луары.
В 730 году Абду-р-Рахман был во второй раз назначен халифом Хишамом на должность вали (наместника) Испании. Он намеревался проникнуть во Франкское королевство, но это удалось ему только в 731 году. 
В 732 году Абду-р-Рахман перешёл Пиренеи и вступил на франкскую территорию, в Бордо, разбив предварительно войска Отмана бен Абу Низа, наместника пограничных земель, и его союзника, герцога Аквитанского, бежавшего к Карлу Мартеллу и призвавшего на помощь его и лангобардского короля Лиутпранда. Арабы потерпели полное поражение в битве при Пуатье в октябре 732 года. Абду-р-Рахман пал в битве. Однако потери христиан были столь велики, что они не были в силах преследовать неприятеля.
Эта победа имеет большое значение — она спасла Западную Европу от вторжения сарацин.